# Le Vaudreuil
Le Vaudreuil település Franciaországban, Eure megyében. Lakosainak száma 3622 fő (2022. január 1.). Le Vaudreuil Saint-Étienne-du-Vauvray és Terres de Bord községekkel határos.

## Népesség
A település népességének változása:
| Lakosok száma | 3669 | 3709 | 3799 | 3722 | 3701 | 3681 | 3660 | 3632 | 3622 |
|               | 2013 | 2015 | 2016 | 2017 | 2018 | 2019 | 2020 | 2021 | 2022 |